# Budziszyn (voïvodie de Mazovie)
Pour les articles homonymes, voir Budziszyn.
Budziszyn (prononciation : [buˈd͡ʑiʂɨn]) est un village polonais de la gmina de Chynów dans le powiat de Grójec de la voïvodie de Mazovie dans le centre-est de la Pologne.
Il se situe à environ 4 kilomètres au sud-ouest de Chynów (siège de la gmina), 14 km à l'est de Grójec (siège du powiat) et à 38 km au sud de Varsovie (capitale de la Pologne).
Le village possède approximativement une population de 100 habitants en 2006.

## Histoire
De 1975 à 1998, le village appartenait administrativement à la voïvodie de Radom.